# 鄧文珦
鄧文珦（越南语：／；1888年—1954年），越南阮朝官員。

## 生平
鄧文珦是乂安省演州府東城縣高舍總儒林社（今屬乂安省演州縣演壽社儒林村）人，同慶三年（1888年）出生，父親是庭元鄧文端，母親是大學士高春育之女高氏璧，哥哥鄧文瑩和他是同科副榜。
成泰十八年（1906年），鄧文珦參加乂安場鄉試，考中舉人。啟定四年（1919年），會試中格，庭試考中副榜。歷任演州教授、思義知府、教育部佐理、工部侍郎、司法部參知、河靜巡撫。1945年，被陳仲金政府任命為乂安總督。
八月革命爆發後，鄧文珦選擇加入共產黨領導的北越政府，在第四聯區擔任特責工作國務卿。1954年，鄧文珦在家鄉去世。

## 榮譽

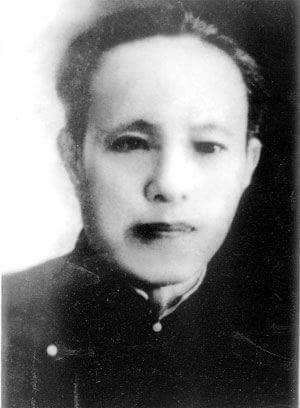
鄧文珦

保大十六年（1941年），鄧文珦獲得二項金磬。